# 1854
Промислова революція •  Національно-визвольні рухи • Робітничий рух •  Російська імперія

## Геополітична ситуація
У Росії править імператор Микола I (до 1855). Російській імперії належить більша частина України, значна частина Польщі, Грузія, Закавказзя, Фінляндія, Аляска. Україну розділено між двома державами — Королівство Галичини та Володимирії належить Австрії, Правобережжя, Лівобережжя та Крим — Російській імперії.
В Османській імперії править султан Абдул-Меджид I (до 1861). Під владою османів перебувають Близький Схід та Єгипет, Середземноморське узбережжя Північної Африки, Болгарія. Васалами османів є Сербія та Боснія, Волощина та Молдова.
В Австрійській імперії править Франц-Йосиф I (до 1916). Імперія охоплює, крім власне австрійських земель, Угорщину з Хорватією, Трансильванію, Богемію, Північну Італію. Король Пруссії — Фрідріх-Вільгельм IV (до 1861). Баварське королівство очолює Максиміліан II (до 1864). Австрія, Пруссія, Баварія та інші німецькомовні держави об'єднані в Німецький союз.
У Франції править Наполеон III Бонапарт. Франція має колонії в Алжирі, Карибському басейні, Південній Америці та Індії. На троні Іспанії сидить Ізабелла II (до 1868). Королівству Іспанія належать частина островів Карибського басейну, Філіппіни. У Португалії Марію II змінив Педру V (до 1861). Португалія має володіння в Африці, Індії, Індійському океані й Індонезії.
У Великій Британії триває Вікторіанська епоха — править королева Вікторія (до 1901). Британія має колонії в Північній Америці, на Карибах та в Індії. Королівство Нідерланди очолює Віллем III (до 1890). Король Данії та Норвегії — Фредерік VII (до 1863), на шведському троні сидить Оскар I (до 1859). Італія розділена між Австрією та Королівством Обох Сицилій. Існує Папська держава з центром у Римі.
Бразильську імперію очолює Педру II (до 1889). Посаду президента США займає Франклін Пірс. Територія на півночі північноамериканського континенту, Провінції Канади, належить Великій Британії, територія на півдні континенту — Мексиці.
В Ірані при владі Каджари. Британська Ост-Індійська компанія захопила контроль над Індостаном. У Бірмі править династія Конбаун, у В'єтнамі — династія Нгуєн. У Китаї володарює Династія Цін, триває Тайпінське повстання. У Японії триває період Едо.

## Події

### В Україні
- Відбулося бомбардування Севастополя.
- Англо-французький флот обстріляв Одесу.

### У світі
- 17 лютого Велика Британія визнала незалежність Оранжевої республіки.
- 27 лютого Велика Британія послала Росії ультиматум з вимогою вивести війська з окупованих Молдови та Волощини.
- 20 березня з противників рабства утворилася Республіканська партія США.
- 27 березня Велика Британія а 28 березня Франція оголосили війну Росії.
- 31 березня укладено Канаґавський договір між Японією та США. Японія скасувала курс на ізоляцію від Заходу.
- 6 липня Мухаммад Саїд-паша став валі Єгипту.
- 9 серпня королем Саксонії став Йоганн.
- 20 вересня англо-французькі війська перемогли росіян у битві на Альмі в Криму.
- 17 жовтня почалося бомбардування Севастополя англо-французькими військами під час Кримської війни.
- 25 жовтня в Криму відбулася Балаклавська битва.
- 5 листопада відбулася Інкерманська битва.

### У суспільному житті
- 17 липня в Австрії запущена в експлуатацію перша в Європі гірська залізниця.
- На території Чорногорії (Австрійська імперія) починає працювати поштова служба. Див. Pošta Crne Gore.
- У Мельбурні, Австралія, засновано газету «Ейдж».
- Папа Римський Пій IX проголосив Ineffabilis Deus, що стверджує непорочне зачаття.
- В Єгипті офіційно скасовано рабство.

### У науці
- Бенджамін Силліман розробив метод фракційної дистиляції.
- Бернгард Ріман представив дисертацію, в якій запровадив поняття інтеграла Рімана.
- Джон Сноу виявив джерело холери, а Філіппо Пачіні відкрив її збудник.
- Наново відкрито Катакомби святого Калліста у Римі.

### У мистецтві
- Чарлз Дікенс надрукував роман «Тяжкі часи».
- Генрі Девід Торо опублікував «Волден».
- Ріхард Вагнер завершив «Золото Рейну».

### У спорті
- Почалася золота ера альпінізму.

## Народились
Див. також Категорія:Народились 1854
- 18 січня — Томас Ватсон, винахідник в області телефонії
- 28 січня — Високович Володимир Костянтинович, патологоанатом, бактеріолог й епідеміолог (пом. 1912)
- 3 лютого — Корсаков Сергій Сергійович, психіатр (пом. 1900)
- 4 лютого — Мидловський Сидір, актор, театральний діяч і письменник (пом. 1916)
- 15 березня — Еміль Адольф фон Берінг, німецький бактеріолог
- 29 квітня — Анрі Пуанкаре, французький математик, фізик, філософ
- 12 липня — Джордж Істмен, винахідник і виробник фотокамери «Кодак», засновник однойменної компанії
- 1 вересня — Енгельберт Гампердінк (нім. Engelbert Humperdinc), німецький композитор

## Померли
Див. також Категорія:Померли 1854